# Amador Arrais
Dom Frei Amador Arrais de Mendoza OCarm (* um 1530 in Beja, Portugal; † 1. August 1600 in Coimbra, Portugal) war ein portugiesischer Geistlicher, Theologe, Bischof und Schriftsteller. Mit seinem Werk Dialogos schuf er eines der bedeutendsten geistlichen Prosawerke der portugiesischen Literatur des 16. Jahrhunderts.

## Leben und Werk
Frei Amador erhielt 1545 den Habit der Karmeliter und trat in Lissabon in den Karmeliterorden ein. Er studierte Theologie an der Universität Coimbra, wo er auch promovierte. 1568 wurde er zum Weihbischof in Évora ernannt und diente unter dem Kardinal-Infanten und späteren König Dom Heinrich von Avis, der zu dieser Zeit Erzbischof von Évora war. 1581 war er kurzzeitig Weihbischof in Portalegre, 1582 wurde er zum Bischof von Portalegre ernannt. Dieses Amt hatte er bis 1598 inne. 
Am 1. August 1600 starb der Altbischof im Karmeliterkloster von Coimbra. Dort wurde er auch beigesetzt.
1589 – also noch zu seinen Lebzeiten – erschien sein Werk Dialogos, ein Buch mit fiktiven Gesprächen zwischen einem Kranken, einem Arzt, einem Geistlichen, einem Hidalgo und einem Juristen. Darin werden für Portugal damals aktuelle geistliche und weltliche Themen besprochen, gleichzeitig ist das Buch, in einfachster Sprache und in Portugiesisch verfasst, ein Werk, das versucht, Moral und Sitte in eine damals sittenlose Zeit zu bringen. 
Heute sind jeweils eine Straße in Lissabon und Portalegre nach ihm benannt.